# Равногор
Равногор (болг. Равногор) — село в Болгарии. Находится в Пазарджикской области, входит в общину Брацигово. Население на 2010 год составляет 697 человек.

## Политическая ситуация
В местном кметстве Равногор, в состав которого входит Равногор, должность кмета (старосты) исполняет Йордан Атанасов Казаков (независимый) по результатам выборов правления кметства.
Кмет (мэр) общины Брацигово — Васил Михайлов Гюлеметов (независимый) по результатам выборов в правление общины.